# Agua Blanca (municipalité)
Pour les articles homonymes, voir Agua Blanca.
Agua Blanca est l'une des quatorze municipalités de l'État de Portuguesa au Venezuela. Son chef-lieu est Agua Blanca. En 2011, la population s'élève à 20 717 habitants.

## Géographie

### Subdivisions
Selon l'Institut national de statistique et contrairement à la plupart des municipalités du pays, la municipalité d'Agua Blanca ne comporte aucune paroisse civile.